# ПСФК Черноморец (Бургас) – Б отбор
ПСФК Черноморец (Бургас) – „Б“ отбор е името на втория, резервния футболен отбор на Черноморец (Бургас).
Отборът се състезава в първенството на българската Дублираща футболна група, която е възстановена отново след дългогодишно прекъсване. В първото издание на турнира през сезон 2008/2009 г. акулите завършват на 6-о място. В отбора се състезават предимно юноши от футболната академия, както и футболисти, които не попадат в групите за мачовете на представителния отбор и възстановяващите се след продължително лечение на травми и контузии състезатели. През последния сезон на дублиращаа група акулите финишират на 9-о място. 